# Egesina generosa
Egesina generosa là một loài bọ cánh cứng trong họ Cerambycidae.